# Grenadjärmössa m/1823-1824

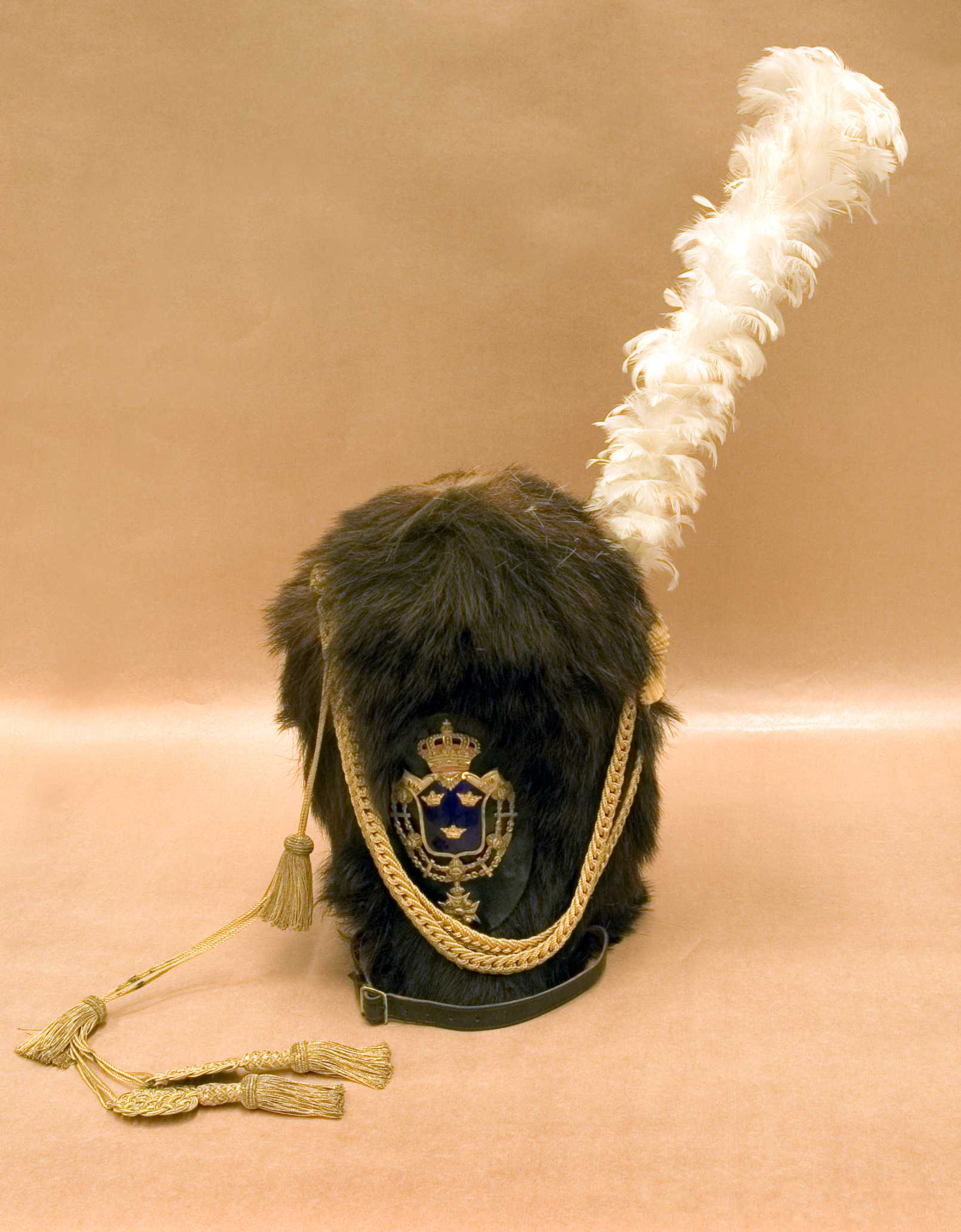
Grenadjärmössa m/1823-1824 för officer vid Svea livgarde (I 1).

Grenadjärmössa m/1823-1824, ibland benämnd Grenadjärmössa m/1824, är en björnskinnsmössa som används inom den svenska Försvarsmakten. Mössan var ursprungligen avsedd för grenadjärer.

## Utseende
Mössan är 80 centimeter hög med en vapenplåt m/1824 i guldfärgad metall. För officerare och specialistofficerare är vapenplåten blåemaljerad och försedd med en banderoll med kordong av gulddrageri (silverdrageri för specialistofficerare), hakrem och uppåtstående vit fjäderplym fäst i en stor gul sidenkokard på mössans högra sida. För gruppbefäl och soldater är vapenplåten blåmålad, banderollen med kordong i vitt redgarn och en stor röd plyschkokard.

## Användning
Mössan utvecklades ursprungligen för Svea livgarde (I 1) till vilka den tilldelades år 1823. Enligt traditionen ska de ha varit en gåva till kung Karl XIV Johan från den ryske tsaren Alexander I. Året därpå tilldelades även Andra Livgardet (I 2), senare Göta livgarde, mössan. Mössan används idag av de trupper ur Livgardet (LG) som tjänstgör som grenadjärvakt.
Gamla björnskinnsmössor användes fram till 1980-talet, de där dock numera ersatta av moderna mössor i nylon.

## Fotografier

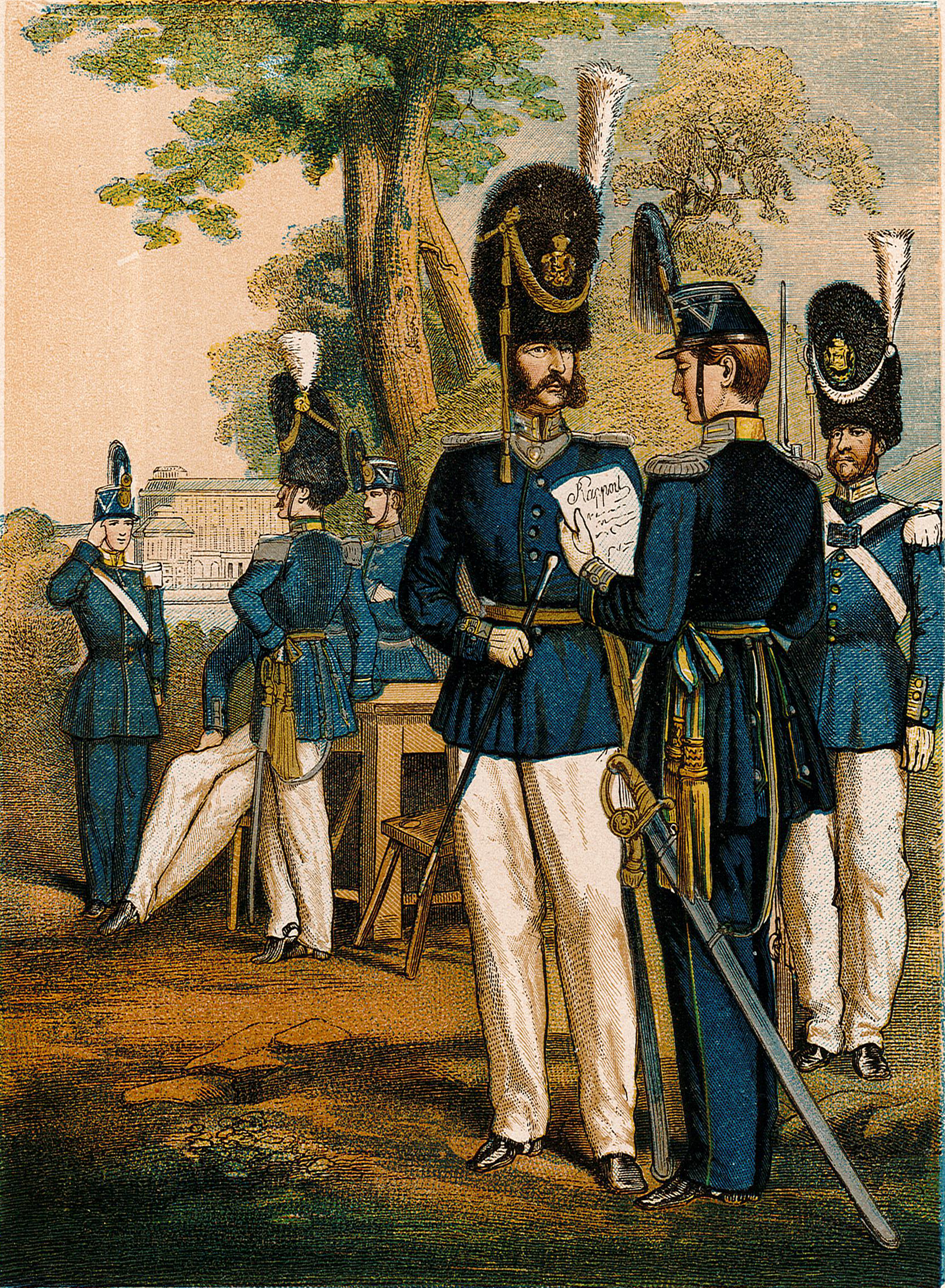
Officerare och soldater vid Svea Livgarde iförda grenadjärmössa m/1823-24 cirka 1866.
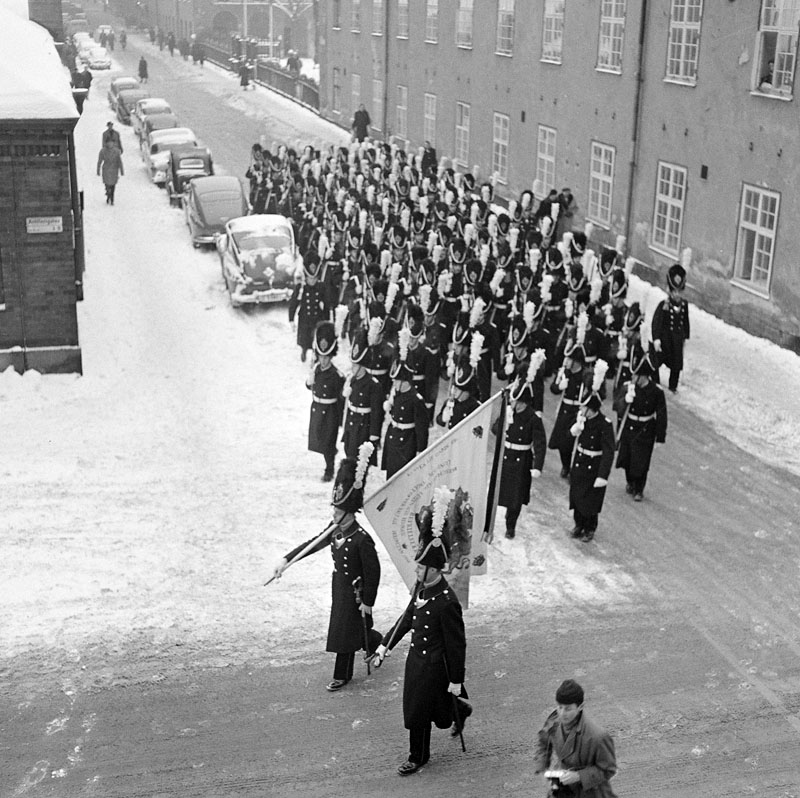
Svea livgarde (I 1) på Riddargatan i hörnet av Artillerigatan på väg till Riksdagens högtidliga öppnande.
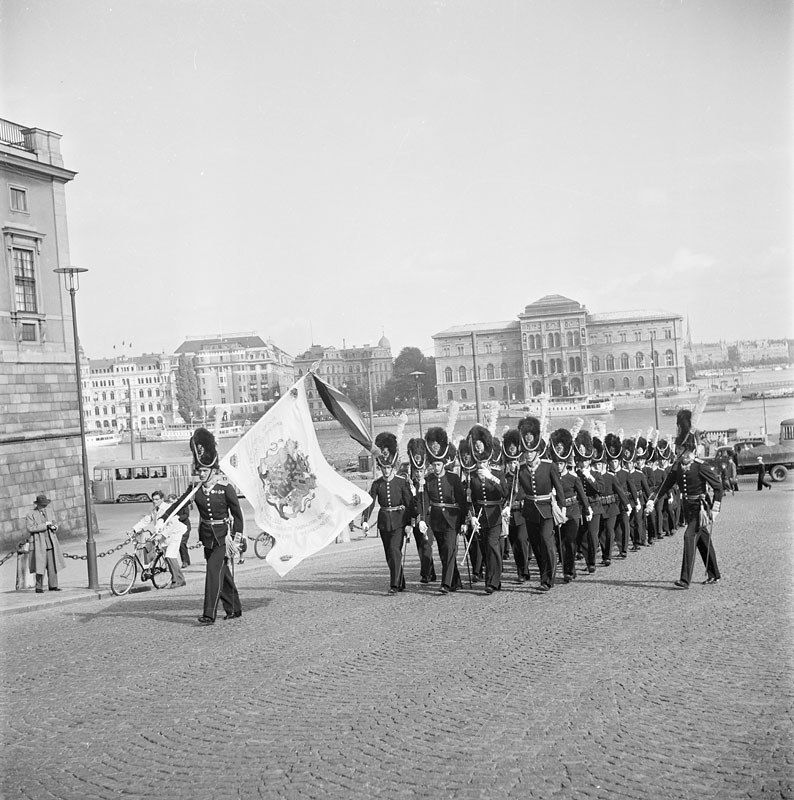
Vaktparaden går i björnskinnsmössor upp för Slottsbacken den 18 september 1950.
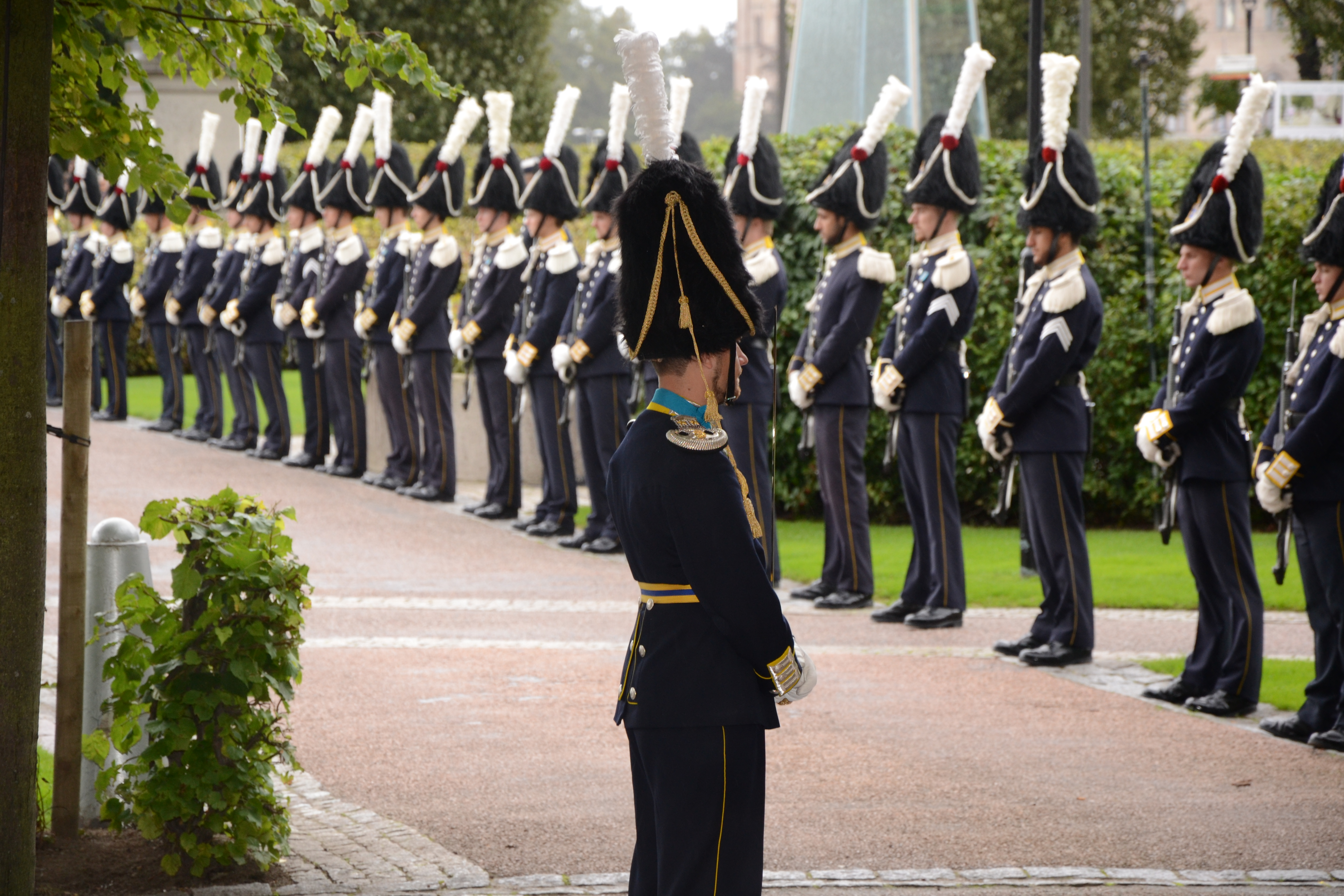
Grenadjärvakt ur Livgardet iförda Grenadjärmössa m/1823-1824 under Riksmötets öppnande 15/9-2011
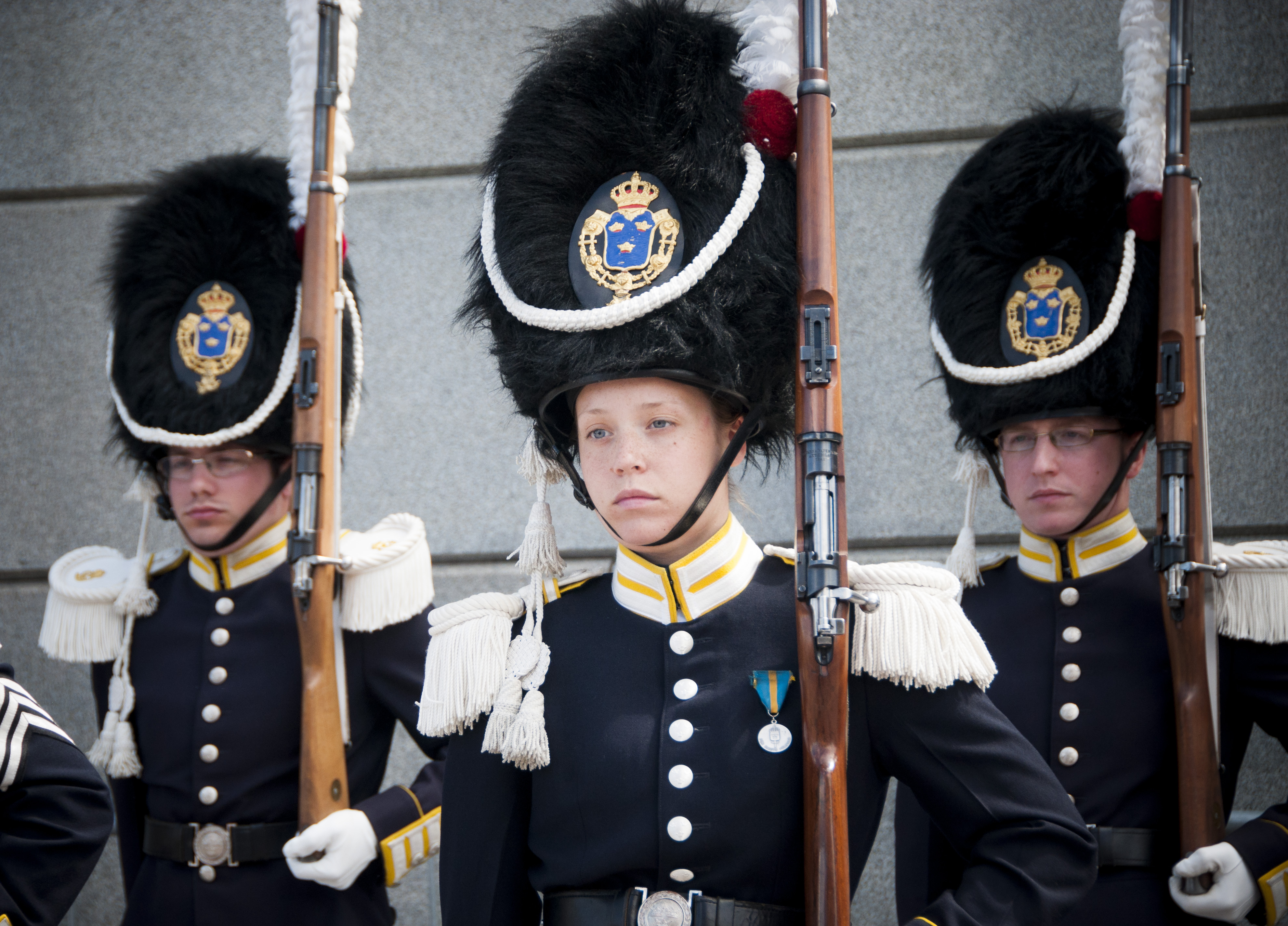
Livgardet under bröllopet mellan prinsessan Madeleine och Christopher O'Neill